# 禾倫達利足球會
禾倫達利足球會（FC Voluntari）是一支位於羅馬尼亞沃倫塔里的職業足球會，目前於羅馬尼亞足球甲級聯賽角逐。

## 外部連結
- FC Voluntari Official website